# Akan

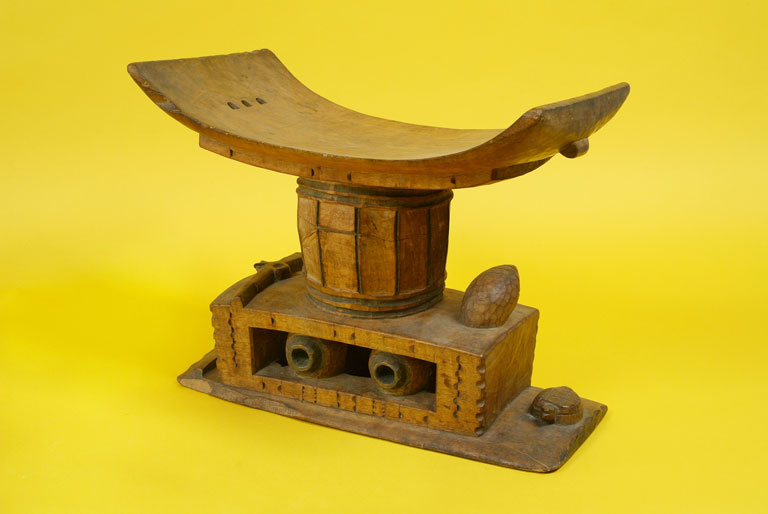
Uno sgabello Akan Regina Madre a partire dalla metà del XX secolo

Gli akan sono un gruppo etnico dell'Africa occidentale, composto da diverse popolazioni (ad esempio agni, ashanti, fanti) diffuse in Costa d'Avorio e in Ghana.

## Governo
Nelle mani del sovrano akan sono riuniti tutti e tre i poteri: economico, politico e religioso rappresentati rispettivamente dal tesoro, dalla sciabola e dal trono. Gli emblemi vengono realizzati o placcati in oro e abbelliti da decorazioni simboliche. Le insegne di potere regale vengono esibite quasi esclusivamente in occasione delle grandi cerimonie come l'intronizzazione, i funerali regali o la festa dell'igname.

## Gli akan e l'oro
L'oro ricopre una grande importanza nella cultura tradizionale akan, ed è diventato un elemento centrale nella rappresentazione della propria identità. Secondo la visione tradizionale, l'oro è un vero e proprio essere vivente dallo spirito forte e temibile. Per questa sua natura eccezionale, è considerato con riguardo e venerazione. La sua ricerca richiede rituali di purificazione e per toccarlo e forgiarlo bisogna seguire procedure molto severe. Facendo uso di diverse tecniche di lavorazione, gli akan plasmano con maestria questo materiale, creando gioielli e ornamenti regali, insegne di potere e figurine rappresentanti animali e scene di vita quotidiana. Fra le varie produzioni in oro di questa regione, si ritrovano anche numerosi pendenti a forma di testa umana, che evocano attraverso segni distintivi le caratteristiche sociali e di genere delle figure rappresentate. In certe circostanze, vengono utilizzati secondo il loro uso tradizionale: per dirimere i conflitti ponendo sotto la protezione degli antenati chi dichiara di possederne una. Gli oggetti tradizionali d'oro vengono nascosti dalle famiglie e trasmessi per generazioni. Sono mostrati con grande orgoglio in occasione delle solenni celebrazioni annuali molto attese. Solo gravi crisi economiche possono spingere un proprietario a venderli.
Gli akan conservano all'interno del tesoro del clan - detto Dja - gli oggetti d'oro che simbolizzano concetti da perpetuare nel tempo, diventati beni di tutta la comunità. Il Dja e tutto ciò che serve a misurarne la ricchezza è racchiuso in una cassa di legno, spesso abbellita con simboli o raffigurazioni di divinità poste a sua protezione.
L'oro è spesso associato agli emblemi pubblici perché ritenuto artefice di felicità, salute e fortuna per tutti coloro che se ne servono nelle attività politiche. Metallo inalterabile, diventa sinonimo d'immortalità e simbolizza la perennità del potere regale emanato dall'intervento divino. Il seggio d'oro del re degli Ashanti riveste un'importanza particolare. È oggetto di una speciale venerazione perché ricorda il leggendario trono disceso dal cielo del fondatore del Regno Akan, Osei Tutu.

## Nella cultura
Il gruppo musicale degli Osibisa ha preso il nome da una danza tipica degli akan.